# Segunda Categoría de Tungurahua 2017
El Campeonato Provincial de Segunda Categoría de Tungurahua 2017 fue un torneo de fútbol en Ecuador en el cual compitieron equipos de la Provincia de Tungurahua. El torneo fue organizado por la Asociación de Fútbol Profesional de Tungurahua (AFT) y avalado por la Federación Ecuatoriana de Fútbol. El torneo empezó el 27 de mayo de 2017 y finalizó el 16 de julio de 2017. Participaron 6 clubes de fútbol y entregó 2 cupos al Zonal de Ascenso de la Segunda Categoría 2017 por el ascenso a la Serie B.

## Sistema de campeonato
El sistema determinado por la Asociación de Fútbol Profesional de Tungurahua fue el siguiente:
- Se jugó una etapa única con los 6 equipos establecidos, todos contra todos ida y vuelta (10 fechas), al final los equipos que terminaron en primer y segundo lugar clasificaron a los zonales  de Segunda Categoría 2017.

## Equipos participantes
| Equipos participantes                       | Equipos participantes | Equipos participantes           |
| ------------------------------------------- | --------------------- | ------------------------------- |
|                                             |                       |                                 |
| Equipo                                      | Ciudad                | Estadio                         |
| América Sporting Club                       | Ambato                | Estadio Bellavista              |
| Club Social y Deportivo El Globo            | Ambato                | Estadio Neptalí Barona          |
| Club Deportivo Chacaritas                   | Pelileo               | Estadio Ciudad de Pelileo       |
| Pelileo Sporting Club                       | Pelileo               | Estadio Ciudad de Pelileo       |
| Club Social, Cultural y Deportivo León Carr | Pelileo               | Estadio Ciudad de Pelileo       |
| Club Baños Ciudad de Fuego                  | Baños                 | Estadio Coronel José Silva Romo |

## Equipos por Cantón
| Cantón  | N.º | Equipos                                 |
| ------- | --- | --------------------------------------- |
| Pelileo | 3   | - Pelileo S.C. - León Carr - Chacaritas |
| Ambato  | 2   | - América de Ambato - El Globo          |
| Baños   | 1   | - Baños Ciudad de Fuego                 |

## Clasificación
|  |    | Equipo                | PJ | PG | PE | PP | GF | GC | DG  | PTS |
|  | -- | --------------------- | -- | -- | -- | -- | -- | -- | --- | --- |
|  | 1. | Chacaritas            | 10 | 9  | 1  | 0  | 41 | 4  | +37 | 28  |
|  | 2. | América de Ambato     | 9  | 6  | 1  | 2  | 21 | 13 | +8  | 19  |
|  | 3. | Baños Ciudad de Fuego | 9  | 4  | 1  | 4  | 23 | 19 | +4  | 13  |
|  | 4. | Pelileo S.C.          | 10 | 3  | 0  | 7  | 26 | 36 | -10 | 9   |
|  | 5. | El Globo              | 9  | 1  | 2  | 6  | 9  | 31 | -22 | 5   |
|  | 6. | León Carr             | 9  | 2  | 1  | 6  | 17 | 34 | -17 | 4   |

|  | Campeón y clasificado a los zonales de Segunda Categoría 2017.     |
|  | Vicecampeón y clasificado a los zonales de Segunda Categoría 2017. |

## Evolución de la clasificación
| Equipo / Jornada      | 01 | 02 | 03 | 04 | 05 | 06 | 07 | 08 | 09 | 10 |
| --------------------- | -- | -- | -- | -- | -- | -- | -- | -- | -- | -- |
| Chacaritas            | 1  | 1  | 1  | 1  | 1  | 1  | 1  | 1  | 1  | 1  |
| América de Ambato     | 2  | 2  | 2  | 2  | 2  | 3  | 2  | 2  | 2  | 2  |
| Baños Ciudad de Fuego | 3  | 3  | 3  | 3  | 3  | 2  | 3  | 3  | 3  | 3  |
| Pelileo S.C.          | 6  | 5  | 4  | 5  | 5  | 4  | 4  | 4  | 4  | 4  |
| El Globo              | 4  | 4  | 5  | 6  | 4  | 5  | 5  | 5  | 5  | 5  |
| León Carr             | 5  | 6  | 6  | 4  | 6  | 6  | 6  | 6  | 6  | 6  |

## Resultados
| Pelileo SC | 0 - 2 | Chacaritas            | Huambalo                 | 27 de mayo | 16:00 |
| León Carr  | 5 - 6 | América de Ambato     | Ciudad de Pelileo        | 28 de mayo | 11:15 |
| El Globo   | 1 - 1 | Baños Ciudad de Fuego | Neptalí Barona (Alterno) | 28 de mayo | 12:00 |

| América de Ambato     | 2 - 0 | El Globo   | Bellavista            | 3 de junio | 13:30 |
| Baños Ciudad de Fuego | 3 - 2 | Pelileo SC | Crnl. José Silva Romo | 3 de junio | 15:00 |
| Chacaritas            | 5 - 0 | León Carr  | Ciudad de Pelileo     | 4 de junio | 16:00 |

| Pelileo SC            | 3 - 2 | América de Ambato | Liga Parr. Huambalo      | 10 de junio | 16:00 |
| El Globo              | 0 - 2 | León Carr         | Neptalí Barona (Alterna) | 11 de junio | 12:00 |
| Baños Ciudad de Fuego | 1 - 2 | Chacaritas        | Neptalí Barona (Alterna) | 11 de junio | 16:00 |

| América de Ambato | 1 - 0 | Baños Ciudad de Fuego | Municipal de Píllaro     | 14 de junio | 12:00 |
| El Globo          | 0 - 8 | Chacaritas            | Neptalí Barona (Alterna) | 14 de junio | 13:00 |
| León Carr         | 3 - 2 | Pelileo SC            | Ciudad de Pelileo        | 14 de junio | 18:15 |

| Pelileo SC            | 1 - 3 | El Globo          | Liga Parr. Huambalo   | 17 de junio | 16:00 |
| Chacaritas            | 0 - 0 | América de Ambato | Ciudad de Pelileo     | 18 de junio | 16:00 |
| Baños Ciudad de Fuego | 6 - 1 | León Carr         | Crnl. José Silva Romo | 18 de junio | 16:00 |

| León Carr         | 1 - 3 | Baños Ciudad de Fuego | Ciudad de Pelileo        | 24 de junio | 17:45 |
| El Globo          | 4 - 7 | Pelileo SC            | Neptalí Barona (Alterna) | 25 de junio | 12:00 |
| América de Ambato | 0 - 2 | Chacaritas            | Ciudad de Pelileo        | 25 de junio | 16:00 |

| Baños Ciudad de Fuego | 2 - 3 | América de Ambato | Crnl. José Silva Romo | 2 de julio | 16:00 |
| Chacaritas            | 5 - 0 | El Globo          | Ciudad de Pelileo     | 2 de julio | 16:00 |
| Pelileo SC            | 5 - 4 | León Carr         | Liga Parr. Huambalo   | 2 de julio | 16:00 |

| América de Ambato | 3 - 1 | Pelileo SC            | LDC de Píllaro    | 8 de julio | 16:00 |
| León Carr         | 1 - 1 | El Globo              | Ciudad de Pelileo | 9 de julio | 11:00 |
| Chacaritas        | 6 - 0 | Baños Ciudad de Fuego | Ciudad de Pelileo | 9 de julio | 16:00 |

| El Globo   | 0 - 4 | América de Ambato     | Neptalí Barona (Alterna) | 12 de julio | 12:00 |
| Pelileo SC | 2 - 7 | Baños Ciudad de Fuego | Liga Parr. Huambalo      | 12 de julio | 16:00 |
| León Carr  | 0 - 6 | Chacaritas            | Ciudad de Pelileo        | 12 de julio | 18:15 |

| Chacaritas            | 5 - 3 | Pelileo SC | Ciudad de Pelileo | 16 de julio    | 16:00          |
| América de Ambato     | -     | León Carr  | No se programó    | No se programó | No se programó |
| Baños Ciudad de Fuego | -     | El Globo   | No se programó    | No se programó | No se programó |

## Campeón
| |
| Club Deportivo Chacaritas 2.° Título Clasifica a los zonales de la Segunda Categoría 2017 - También clasifica América Sporting Club como Vicecampeón. |

## Goleadores
- Actualizado el 29 de julio de 2017

| Jugador              | Equipo                | Goles |
| -------------------- | --------------------- | ----- |
| 1. Jersson Rodríguez | Chacaritas            | 17    |
| 2. Juan Guerrero     | Pelileo S.C.          | 11    |
| 3. Fernando Valverde | Baños Ciudad de Fuego | 10    |
| 4. Edder Vaca        | América S.C.          | 7     |